# Afforestation

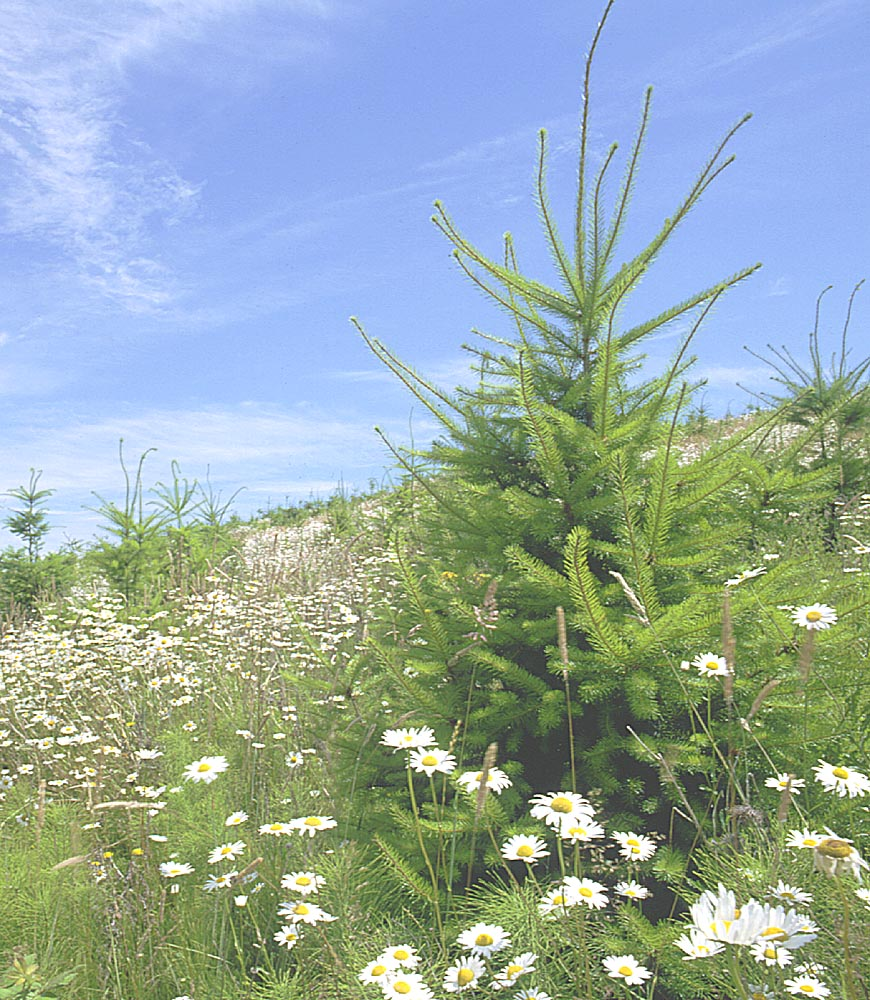
Afforestation d'une prairie aux États-Unis par plantation de résineux.

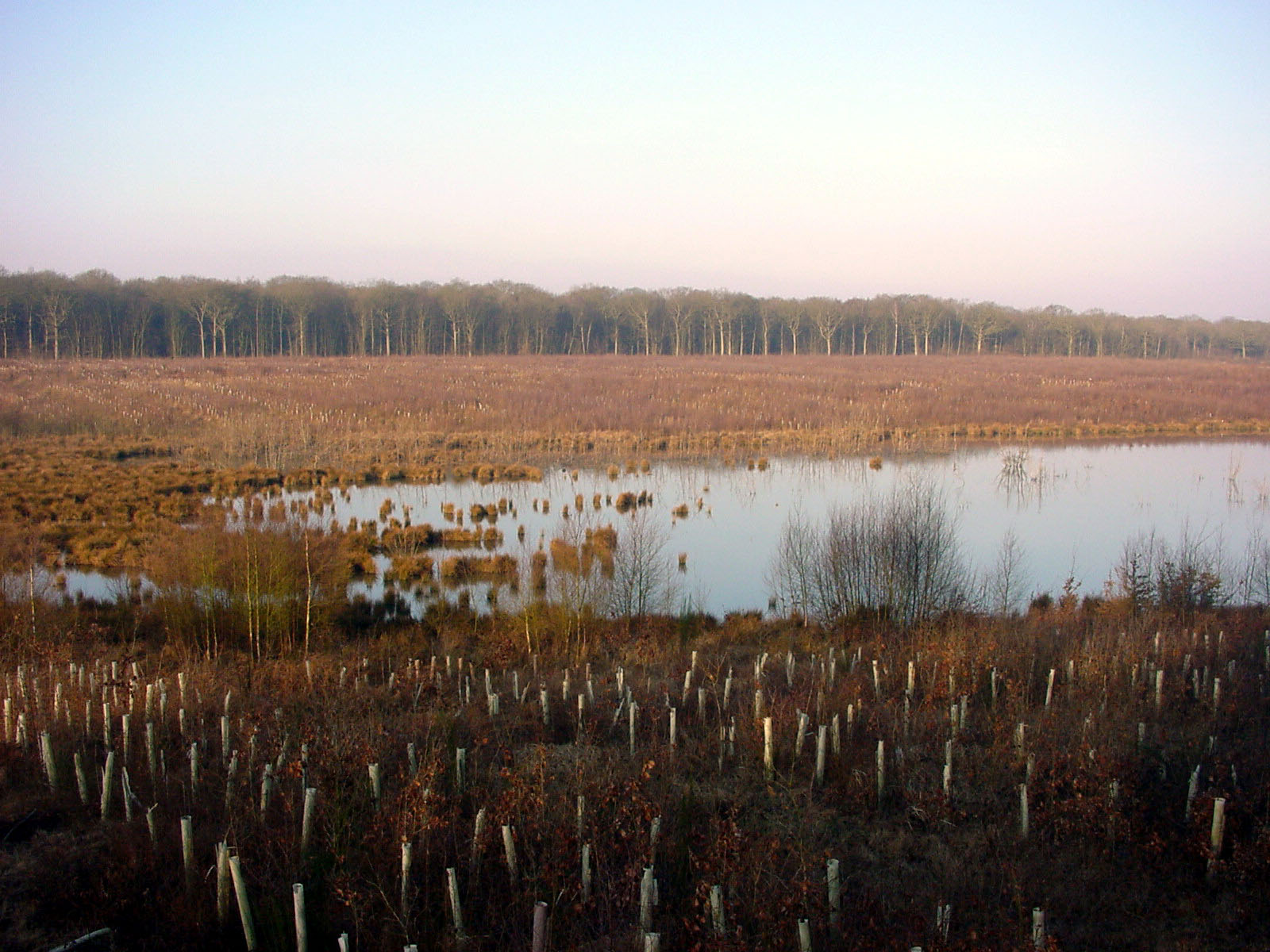
Afforestation des rives d'un plan d'eau par mise en place de plants protégés contre le gibier, en forêt domaniale de Rihoult-Clairmarais (France).

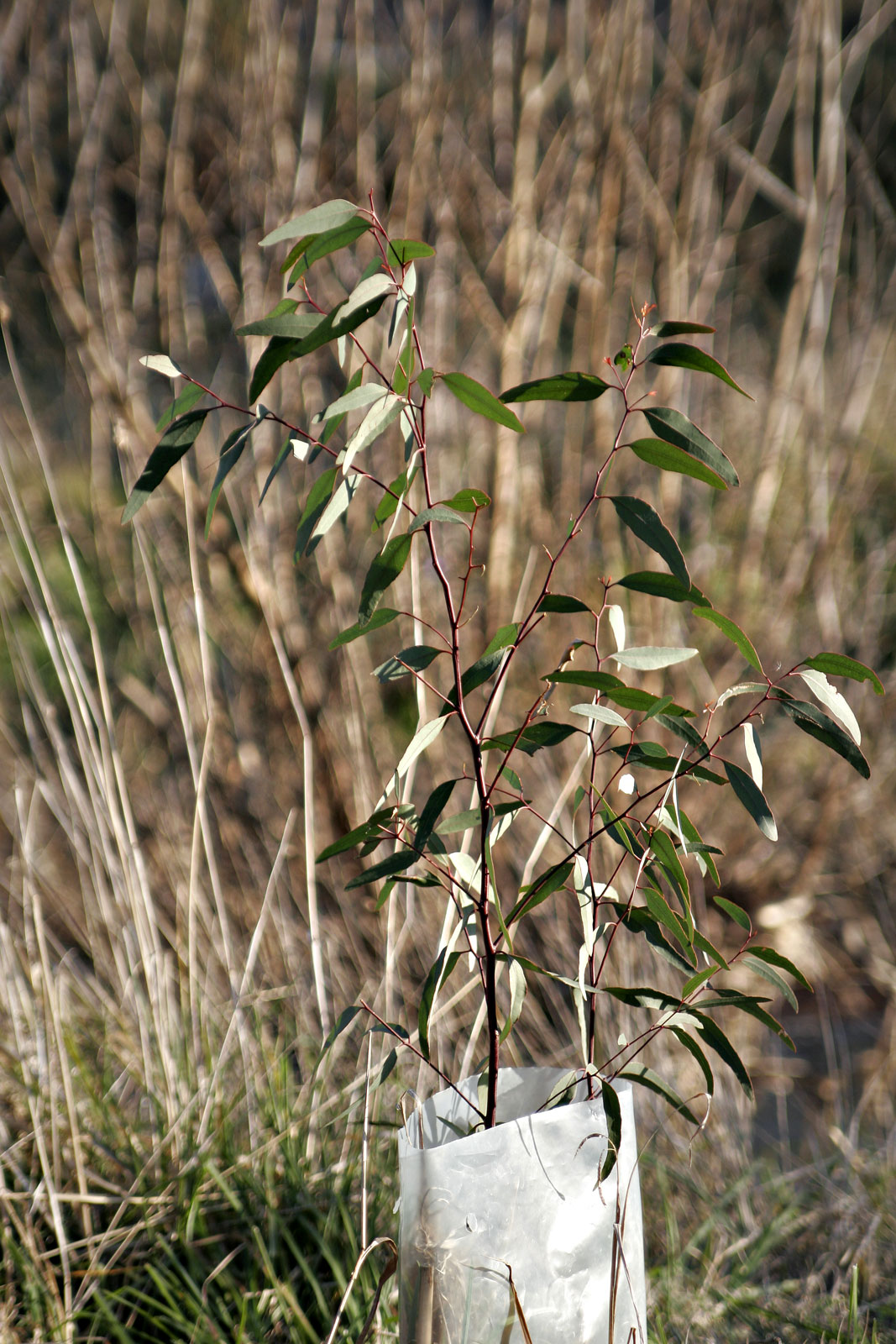
Afforestation d'un terrain au Canada par plantation d'Eucalyptus protégés contre les rongeurs.

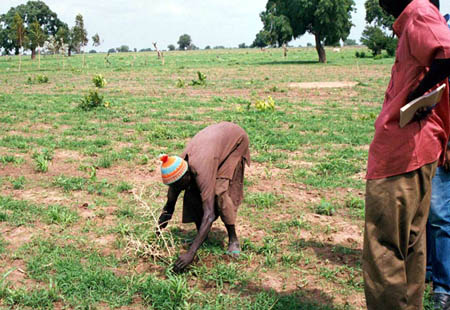
Projet de boisement au Sénégal contre la désertification.

Pour les articles homonymes, voir Boisement.
L'afforestation ou boisement est une plantation d'arbres ayant pour but d'établir un état boisé sur une surface longtemps restée dépourvue d'arbre, ou n'ayant éventuellement jamais (aux échelles humaines de temps) appartenu à l'aire forestière. Elle se distingue du reboisement ou de la reforestation qui sont réalisés par l'homme sur une surface déboisée par lui. Sur de petites surfaces destinées à produire des fruits et légumes (forêt-jardin, elle peut s'inspirer des principes de la foresterie analogue, une méthode visant notamment à imiter les processus naturels de succession forestière).

## Définition
En Suisse, la définition de l'office fédéral de la statistique est « surfaces autrefois agricoles ou improductives transformées en forêt par des travaux d’aménagement forestier ».

## Intérêts
L'afforestation, autrefois parfois motivée par le besoin de mise en valeur des terres incultes, est généralement motivée par l'économie, le besoin de bois ou cellulose (pour le papier). Elle peut faire partie d'une démarche d'agroforesterie ou de restaurer des puits de carbone[réf. nécessaire].

## Effets
L'afforestation peut avoir des effets contrastés selon le lieu où elle est pratiquée (sec ou humide, chaud ou froid, anciennement cultivé ou non, salé ou exposé à des embruns salés, etc.). 
En zone moyennement sèche ou semi-aride, ou à saisons contrastées (été secs), si les arbres sont très densément plantés et à croissance rapide (peupliers, eucalyptus ou résineux par exemple), dans son premier stade de croissance, le boisement va certes limiter l'érosion et les inondations, mais aussi consommer et évapotranspirer de grandes quantités d'eau, risquant de priver les cours d'eau d'une partie de l'eau qui y circulait, même si par ailleurs, les arbres et leurs racines aident à un meilleur stockage de l'eau dans les nappes, et en régulent les flux et les sources. 
Le débit de base et le débit réservé d'un cours d'eau évoluera sur l'année et, dans un premier temps au moins, diminuera en saison sèche, durablement si la région est à faible pluviométrie.
Dans un bassin drainé par de petites rivières, le reboisement peut réduire le débit de base.
Après deux ans d'étude sur sept bassins de la province de Córdoba (Argentine) présentant à la fois des prairies naturelles et des boisements denses plantés dans les années 1970, la réduction du débit de base était moindre dans les bassins en pente ou rocheux, mais ailleurs, elle pouvait atteindre près de la moitié selon Esteban Jobbagy (membre du Conseil national scientifique de l'Argentine et de l'université nationale de San Luis). Selon E. Jobbagy, dans cette région, pour conserver un débit d'eau important, un équilibre pourrait être trouvé avec le boisement d'un quart du bassin versant, à raison de 400 à 500 arbres par hectare, mais ne pas planter d'arbres consommant trop d'eau peut aussi aider à ce qu'une bonne alimentation des rivières soit conservée. 
Une autre étude (évoquée par Nature et conduite en Uruguay, avec le US Forest Service) a montré qu'une jeune forêt replantée en 2003 dans cette région absorbait 18 à 22 % du débit de base de la partie boisée du bassin, par rapport aux zones maintenues en prairies. Ces deux études concernaient des boisements relativement jeunes ou très jeunes, artificiels, dans des zones de pampa où le réseau hydrographique est souvent maigre et très irrégulier. Elles ne peuvent être extrapolées à d'autres régions biogéographiques et doivent être considérées dans leur contexte biogéographique et temporel. Elles montrent cependant que des projets de reboisement compensateurs d'émissions de carbone dans ce type de région doivent être réfléchis.
En Amérique du Nord, des réintroductions de castors ont également permis - grâce à leurs barrages - de reconstituer des zones humides diminuant le risque d'incendie de forêt et de manque d'eau, ces barrages stockant efficacement une partie des énormes masses d'eau apportées par les pluies et neiges de l'automne au printemps.

## Histoire
La première méthode réussie historiquement documentée de reboisement à grande échelle avec des graines de conifères a été développée en 1368 par le conseiller et commerçant de Nuremberg Peter Stromer (de) (vers 1315-1388) dans le Reichswald de Nuremberg. Cette zone forestière est ainsi devenue la première forêt artificielle au monde et Stromer le « père de la culture forestière » (Forstkultur (de)).
L'afforestation s'est développée en Allemagne vers 1800, reposant sur un large consensus populaire; elle peut s'expliquer également par la professionnalisation de la foresterie; un tel consensus était crucial pour le succès d'une politique de protection des forêts ; les forêts étaient trop confuses pour que la protection des forêts puisse être appliquée par la police seule. La popularité de l'afforestation peut s'expliquer dans une certaine mesure par la précédente panique liée à une pénurie de bois. Mais même avant cela, la protection des forêts dans de nombreuses régions allemandes ne ressemblait pas à l'arrogance féodale royale qui a caractérisé d’autre pays, mais était en principe considérée comme vitale et raisonnable. Lorsque les agriculteurs attaquaient les forestiers, ce n'était souvent pas parce qu'ils protégeaient la forêt, mais parce que les agriculteurs pensaient qu'ils étaient les meilleurs protecteurs de la forêt. Lorsque Georg Ludwig Hartig, pionnier de la régénération forestière, fut nommé professeur de foresterie et chef de la foresterie prussienne à Berlin en 1811, il trouva un large public pour ses conférences publiques.